# Boea kinnearii
Boea kinnearii är en tvåhjärtbladig växtart som först beskrevs av Ferdinand von Mueller, och fick sitt nu gällande namn av Brian Laurence Burtt. Boea kinnearii ingår i släktet Boea och familjen Gesneriaceae. Inga underarter finns listade i Catalogue of Life.